# Czerski
Czerski (ros. Черский, Czerskij) – osiedle typu miejskiego w Rosji, w Jakucji, siedziba administracyjna ułusu niżniekołymskiego.
Leży na prawym brzegu Kołymy, około 80 km powyżej jej ujścia; około 1500 km na północny wschód od Jakucka; 7 tys. mieszkańców (2005). Ośrodek regionu hodowli reniferów; przemysł spożywczy; elektrownia cieplna; port rzeczny. Administracyjnie w skład osiedla Czerski wchodzi także osiedle Zielony Przylądek.
Nazwane na cześć polskiego badacza Syberii, zesłańca i geologa Jana Czerskiego.
Znajduje się tu dyrekcja Rezerwatu przyrody „Wyspy Niedźwiedzie”.